# 馬込車両検修場
馬込車両検修場（まごめしゃりょうけんしゅうじょう）は、東京都大田区南馬込6-38-1にある東京都交通局（都営地下鉄）の車両基地。浅草線の車両が所属している。東京都交通局馬込総合庁舎もこの検修場内にあり、浅草線の中枢部として機能している。
検修場の正門には「東京都交通局 馬込車両基地」と表示されている。自局の5500形、E5000形のほか、京成、京急、北総の各事業者の車両も留置する。

## 概要

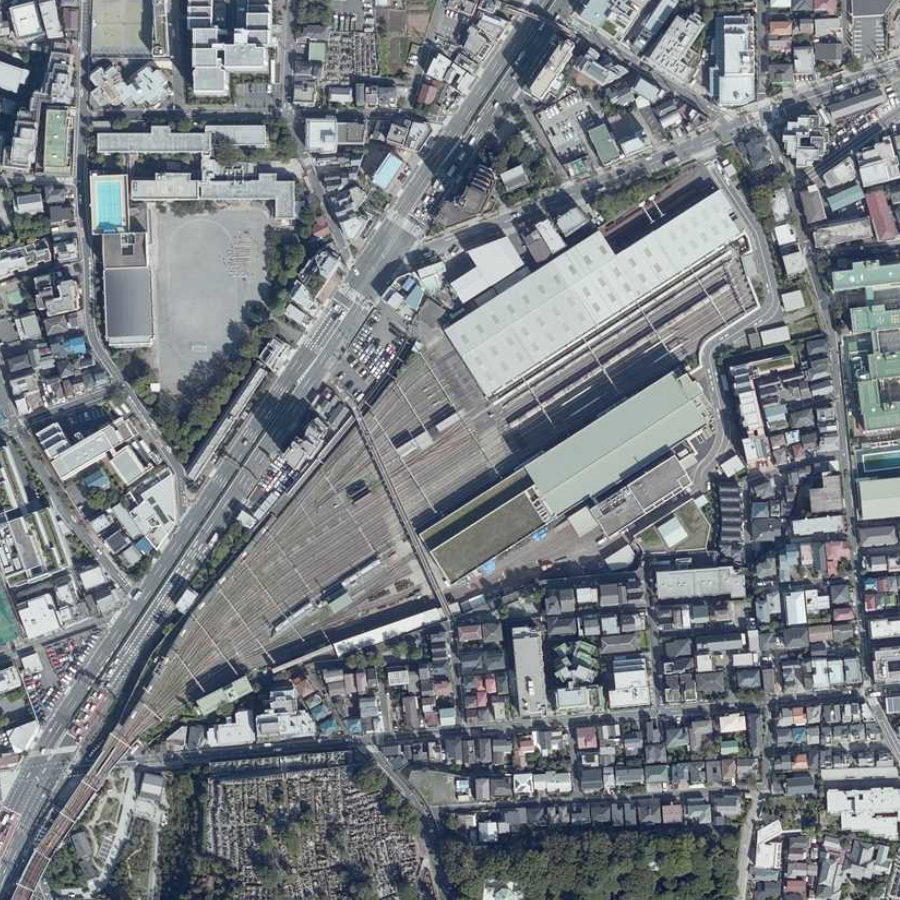
馬込車両検修場の空中写真（2019年10月撮影）

1960年（昭和35年）に浅草線（1号線）が開業した当時は、路線内に車両基地がなく、京成電鉄の協力で押上線京成曳舟 - 荒川（現在：八広）間にある土地（かつての向島駅跡地）を利用して向島検修区（収容車両数：28両）を設け、そこで工場業務と検車業務を実施していた。
その後、路線の延長で向島検修区だけでは車両収容数が不足するために、京成電鉄高砂検車区内で将来的な拡張を予定していた敷地を東京都交通局が一時借用して検車業務を行った。収容数は80両と多く、馬込検車場完成までの暫定的な意味合いから5年の期限で借りていた。
その後、1968年（昭和43年）11月の馬込検車場開設に伴い高砂検修区を廃止、また翌1969年（昭和44年）6月、別敷地に馬込車両工場が開設したことで工場業務を行っていた向島検修区を廃止した。その後、2000年（平成12年）4月には馬込検車場と後述する馬込車両工場が組織統合され、馬込車両検修場が発足した。
本検修場は検車部門・修車部門・計画部門で組織構成をしている。検車部門では車両の月検査・列車検査を担当し、修車部門では重要部検査・全般検査を担当している。計画部門では検修場および車両部品の維持管理など、検修場全体の管理を担当している。
都営浅草線（1号線）が開業した当時は大田区馬込付近に工場、検車業務のできる広大な土地を模索していたが、用地が確保できないことから工場と検車区が分離した状態となっていた。現在の敷地の一部は昭和30年代に力道山の邸宅が在った場所でもある。
当初は大門駅付近の交通局用地を利用して80両が収容できる地下式の車庫を建設する構想があった（大門検修区）。これは路線のほぼ中央にあり、車両運用面で効率が良いことなどもあった。実際、全線開業時には大門検修区と馬込検車場で受け持つ方針であった。しかし、計画変更で高砂検車区を京成電鉄より借用して暫定的ながらも設置したことや、用地が狭く将来的な8両編成の収容に問題があること、馬込検車場で充分に間に合うことなどから、この計画は1964年（昭和39年）に取りやめとなった。

## 沿革
- 1960年（昭和35年）10月：向島検修区完成（検車業務・工場業務を実施）
- 1963年（昭和38年）2月5日：高砂検修区発足
- 1968年（昭和43年）11月10日：馬込検車場発足[2]、11月10日付けで高砂検修区を廃止
- 1969年（昭和44年）6月1日：馬込車両工場発足[2]、6月7日付けで向島検修区を廃止
- 1986年（昭和61年）4月18日：都営12号線用の12-000形試作車を搬入し、各種試験を開始
- 1988年（昭和63年）5月6日：10月まで12-000形試作車を使用して鉄輪式リニアモーター方式の試験実施
- 1990年（平成2年）6月：馬込車両基地整備計画が正式に決定される
- 1991年（平成3年）3月：5300形の新製により、検車設備に新形機器を導入
- 2000年（平成12年）4月1日：馬込検車場・馬込車両工場を統合し、馬込車両検修場発足
- 2000年（平成12年）5月：新車両工場施設の建設に伴う一連の工事を開始
- 2001年（平成13年）9月19日：馬込新総合庁舎が完成する[6]
- 2002年（平成14年）11月：新車両工場施設の建設、軌道の再整備などを開始
- 2004年（平成16年）3月：新車両工場施設完成、これに伴う一連の工事を完了[4]。また、同月末をもって旧馬込車両工場での検査業務を終了
- 2004年（平成16年）5月：新工場での検査業務を開始[4]
- 2006年（平成18年）4月1日：大江戸線との汐留連絡線が開通、E5000形が竣工。大江戸線の検査業務を開始
- 2007年（平成19年）3月：旧馬込車両工場施設の解体工事を完了[4]

## 車両検修場
浅草線の終点である西馬込駅は相対式ホームで、そのまま川崎方向へ直進すると2本が留置線となっている。その途中の分岐器（ポイント）に車両基地への単線の引き込み線があり、勾配を上がって車両検修場西側の高架橋（どどめき橋）の下で地上部に出る。さらにそのまま直進して国道1号（第二京浜）線沿いで引き上げ線となり、池上二丁目交差点より少し川崎よりの地点で、折り返して検修場へ入庫する。これは敷地の都合上、本線と検修場の往復には一旦前後を変えなければ入出庫ができない構造のためである。近くには、大田区立池上梅園や、池上本門寺、1702年に現在地に移築された五重塔がある。
検修場内は西側に検車場建屋があり、建屋側より
- レールセンター線、車輪転削線、検査1番線 - 5番線（検車場建屋）
- （脱線復旧庫線）
- 洗浄1番線・洗浄2番線。自動洗浄機・洗浄作業台あり
- 留置1番線 - 7番線：1区と2区に分かれており、8両編成を2本留置（縦列留置）が可能
- 試運転線：架線昇降装置とリアクションプレートがあり、浅草線との大江戸線両方が走行可能な線である[8]
  - 架線昇降装置とは浅草線・大江戸線とでは架線の高さが異なるため、両線に対応できるよう架線の高さが変更できる設備である[8]
- 機関車留置線（E5000形留置用）
- その東側に新設された車両工場がある。その隣には馬込総合庁舎（地上5階建、2001年9月竣工）と作業用車両の留置線がある

なお、当初は留置線は1番線 - 12番線まであり、8両編成を縦列に置くことで8両編成24本（192両）が収容可能であった。車両増備時には拡張工事によって13番線 - 22番留置線を設けることで既設線を含め最大8両編成34本（272両）まで収容することを考慮していた。

## 馬込車両工場と新しい車両工場の建設
本検車場と合わせて国道1号線を挟んだ西馬込駅北方に馬込車両工場が開設された。馬込検車場より西馬込駅奥にある引き上げ線を挟む形で平面交差で横断して地上に出る引込み線が設けられた。この連絡線には地下鉄線としては珍しく3か所に踏切が設けられ、同車両工場で長らく浅草線の重要部検査・全般検査を施工してきた。
しかし、工場建屋・設備は1990年代に入り、施設の老朽化が予測され、全面的な建て替えが必要とされた。その一方、1991年に部分開業した地下鉄12号線（大江戸線）は当初は放射部（練馬～光が丘、のち新宿～光が丘）のみ運行され、終点の光が丘付近に小規模な車両基地を設置したが、大規模な工場設備を確保することは困難であった。別な資料においては、当初木場車両検修場に工場設備を建設する計画であったが、大江戸線環状部の建設費用を圧縮するため、馬込車両検修場に大江戸線の車両工場を共用する計画が決定されたとされている。
このことから、馬込検車場（馬込車両検修場）内に両線の車両の整備を可能とする新しい車両工場を建設する再整備計画が立ち上がった。新車両工場の建設・大江戸線との浅草線を連絡する「汐留連絡線」の建設については1990年（平成2年）6月に整備計画が正式に決定された（馬込車両基地整備計画）。
この整備計画は、第1期工事と第2期工事に分けて実施した。第1期工事は2000年（平成12年）5月 - 2002年（平成14年）2月にかけて実施され、検車場内に新総合庁舎、資材倉庫など15棟の建物を建築し、旧総合庁舎、食堂棟、倉庫など10棟の建物の解体と留置8番線 - 12番線の撤去などが行われた。
第2期工事は2002年（平成14年）12月 - 2004年（平成16年）3月にかけて実施され、第1期工事で移転や新設によって生み出されたスペースに、新車両工場棟を建設する工事である。最終的に2004年（平成16年）3月に整備計画は完了し、5月から新車両工場の稼動を開始、これを前にして旧馬込車両工場は3月で閉鎖された。その後、2007年（平成19年）3月までに旧工場建屋は解体され、跡地には2013年（平成25年）に立正大学付属立正中学校・高等学校が品川区大崎より移転した。

### 現工場棟での検査方式

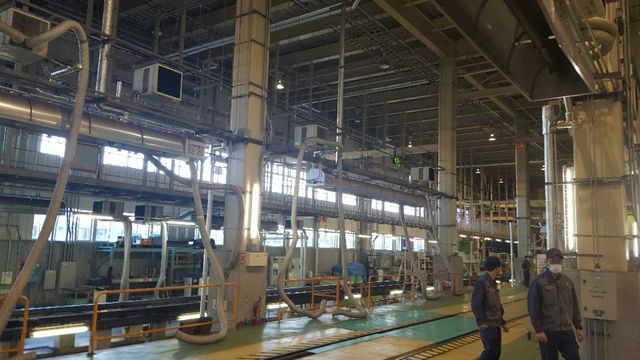
工場棟エリア(2019年11月公開時）

旧馬込車両工場では8両編成を4両ずつに分割して入場させ、天井クレーンを使用して車体と台車を分離する。車体は台座に仮置きして整備、各機器や台車はそれぞれの検査職場へと運び、分解・整備して、また元の車体に取り付ける整備方法であった。
現在の工場棟では、浅草線・大江戸線という規格の異なる車両を、同一の工場ラインで効率的に検査が実施できるように整備されている。
入場した車両は4両ずつに分割され、入出場線と検査線に4両編成のまま入場し、それぞれの検査線において、5段階のスポットに分け、往路と復路で別々な検査を行うことができる。片方の4両検査終了後は、車両の入れ換えを行い、もう片方の車両側にも同様の検査を行う（片方：入出場線で検査→検査線で検査・もう片方：検査線で検査→入出場線で検査）。
それぞれの検査ライン上では、流れ作業によって台車や空調装置などの機器をリンク品（整備済みの機器）を用いて、検査対象の機器を交換していく作業が主体となる。取り外された機器は3階の整備職場や外注作業職場へ運ばれ、点検整備の上、次回入場車両に使用される。
この「ライン検査方式」は東日本旅客鉄道（JR東日本）の東京総合車両センター西棟（209系以降の新系列車両に特化した専用検査棟）を参考にしたものであり、この方式の採用により工場ライン上での車両滞留時間を大きく減少させた。最終的に組み立て完了後は、総合検査を実施し、検査は終了する。検査日数は、重要部検査・全般検査とも浅草線で10日間、大江戸線で12日間である。
- 現在の工場棟で検査を行う車両
  - 浅草線5500形
  - 大江戸線12-000形
  - 大江戸線12-600形
  - E5000形
- 過去に検査を行った車両
  - 浅草線5300形

本工場で行う検査は重要部検査・全般検査・臨時検査の3種類である。ただし、2006年（平成18年）に引退した5200形は新工場での検査は考慮されていなかった。
- 入出場線（L1線）

プールピット構造を採用し、入出場時の各種検査および調整、編成の分割または連結と総合検査を行うラインである。車両入場時には連結器や空気圧縮機の交換、機器の個別検査・交換、電気部品の気吹清掃等を行う。
- 工場検査線（L2線）

プールピットと平床構造を持ち、屋根上機器や台車、空気ブレーキ等の車両部品の交換、輪重測定作業を行うラインである。台車は在姿状態で車体を支持し、1両分の台車を昇降機2台を用いて抜き取り、台車通行線へ転送、そして整備済みの台車へと交換される。外された台車はトラックで搬出され、外部で検査が実施される。検査の完了した台車はトラックで搬入後、立体式の格納庫へ格納されて次回の入場車両に使用される。
- 臨検線（L3線）

車両故障等における臨時検査や臨時修繕を行うラインである。
安全面では車両移動時において、入出場線に車両移動確認装置、検査線には車両移動禁止装置を設置し、ライン上の検査機器の作業を制限している。また、本工場内の検査設備機器のほとんどは日本車輌製造が担当している。また、工場内での車両入れ換え用にトモエ電機工業（現在：新トモエ電機工業）製の25tバッテリー式車両牽引車を2台配置する。

### 汐留連絡線
大江戸線の回送のために大江戸線汐留 - 浅草線新橋付近には汐留連絡線が建設され、その完成を待って大江戸線12-000形（12-600形）の本検修所への入出場が可能となった。鉄輪式リニアモーター方式を採用する大江戸線は、通常の軌道である浅草線内では自走不可能なため、E5000形牽引により無動力回送される。
汐留連絡線は、2002年（平成14年）6月に建設に着手し、2006年（平成18年）1月に入線試験を実施、2006年3月に使用を開始した。延長439.7mの単線構造のトンネルである。大江戸線汐留から浅草線に向かっては、半径80mの急曲線や48.5‰の上り急勾配がある。
汐留駅構内の引き上げ線は、機関車・電車との連結・切り離しができるよう、当初計画よりも20m延長している。
汐留連絡線は、大江戸線汐留から環状2号道路（都道481号道路）の地下を西に向かって200mほど進み、南西にカーブして東新橋1丁目（日比谷神社前）交差点付近から第一京浜道路の地下に入り、浅草線との200mほど並行してから連絡する。この並行区間にはパンタグラフの変更に対応できるよう、120mのパンタ調整区間が設けられている。汐留連絡線・浅草線との連絡部は、港区東新橋2丁目にある「大東京ビル」前の地下である。連絡部には安全側線を設けている。

## 都営12号線（現在：都営大江戸線）用車両の試験
1986年（昭和61年）4月、地下鉄12号線（現在：大江戸線）用の試作車12-000形を使用した各種試験が馬込検車場において開始された。これは12号線用に新しい設備・装置などを採用したことによる試験である。試験線となる10番留置線（現在は撤去、工場用地）にはATC・ATOなどの信号設備や剛体架線を仮設した。
その後、1988年（昭和63年）には鉄輪式リニアモーター式車両の試験を実施することになり、試作車の12-000形の改造に合わせて施設にはリアクションプレートなどが敷設された。この試験は4月 - 6月・9月 - 11月に実施され、最終的には12月に地下鉄12号線へのリニアモーター方式の採用が正式に決定した。なお、同車はその後豊島区に払い下げられ、千早フラワー公園にて静態保存されている。

## イベント
- 毎年行われる都営フェスタは2004年、2006年、2008年、2010年、2011年、2013年、2015年、2017年、2019年、2024年にこの車両基地で開催された。

2006年10月28日に行われた際、初めて大江戸線12-000形・E5000形・京成3200形・北総7000形が展示された。
2011年11月5日に行われた際は、｢都営交通100周年記念｣として京成AE100形・京急2100形も展示された。
- 2006年11月3日に行われた5200形さよなら運転では、西馬込到着後に留置線で関係者を対象とした撮影会が行われた。